# Jwira-Pepesa jezik
Jwira-Pepesa jezik (ISO 639-3: jwi; pepesa-jwira), jedan od tri jezika nigersko-kongoanske podskupine južni bia, kojim govori oko 18 000 ljudi (2003 GILLBT) u južnoj Gani. Dijalekt jwira govori se u 18 sela duž rijeke Ankobra, sjeverno od Axima, a pepesa u gradu Dompim i okolnim naseljima.
Neki Jwira i Pepesa ljudi služe kao 2. jezikom wasa

## Vanjske poveznice
- Ethnologue (15th)